# آتلانسکا
آتلانسکا (انگلیسی: Atlantska) شرکت ترابری کروات است، که در سال ۱۹۵۵ تأسیس شد.